# 龔暹
龔暹（15世紀—16世紀），字明遠，號亹齋，江西南昌府南昌縣上南山人，明朝政治人物。

## 生平
龔暹是弘治十七年（1504年）甲子科江西鄉試舉人，授刑部司務，升主事、郎中，出為廣西按察司僉事、兵備左江，升廣東布政使司參議。曾纂修《嘉靖寧州志》十八卷。

## 引用
1. ↑  翁萬達《贈亹齋龔君陟東廣少參序》
2. ↑  《南昌縣志·卷十一·選舉志二》：宏治十七年甲子鄉試：張煇，浹溪里人，字養正。熊葛，字天民，景之子，全椒知縣，傳見忠義。龔暹，上南山人，字明遠，浙江右布政。許諫，河南衛軍籍，乙丑進士。
3. ↑  《江西通志》